# قائمة جهات المغرب حسب الناتج المحلي الإجمالي
هذه قائمة جهات المغرب حسب الناتج المحلي الإجمالي لكل جهة:
| الترتيب | موقع الجهة على الخريطة | الجهة                      | الناتج الداخلي الإجمالي بملايين الدراهم 2014 | النسبة من الناتج المحلي الإجمالي الوطني |
| ------- | ---------------------- | -------------------------- | -------------------------------------------- | --------------------------------------- |
| —       |                        | المغرب                     | 923,696                                      | 100%                                    |
| 1       |                        | جهة الدار البيضاء سطات     | 295,550                                      | 32.0%                                   |
| 2       |                        | جهة الرباط سلا القنيطرة    | 150,693                                      | 16.3%                                   |
| 3       |                        | جهة طنجة تطوان الحسيمة     | 87,734                                       | 9.4%                                    |
| 4       |                        | جهة فاس مكناس              | 86,734                                       | 9.4%                                    |
| 5       |                        | جهة مراكش آسفي             | 83,140                                       | 9.0%                                    |
| 6       |                        | جهة سوس ماسة               | 61,034                                       | 6.6%                                    |
| 7       |                        | جهة بني ملال خنيفرة        | 53,871                                       | 5.8%                                    |
| 8       |                        | جهة الشرق                  | 45,095                                       | 4,9%                                    |
| 9       |                        | جهة درعة تافيلالت          | 24,637                                       | 2,7%                                    |
| 10      |                        | جهة العيون الساقية الحمراء | 13,070                                       | 1,4%                                    |
| 11      |                        | جهة كلميم واد نون          | 12,123                                       | 1,3%                                    |
| 12      |                        | جهة الداخلة وادي الذهب     | 9,156                                        | 1.0%                                    |